# Ефимова, Ольга Александровна
Ольга Александровна Ефимова (10 января 1934, Ленинград — 30 мая 1994, Санкт-Петербург) — советская художница, живописец и педагог, член Санкт-Петербургского Союза художников (до 1992 года — Ленинградской организации Союза художников РСФСР).

## Биография
Ефимова Ольга Александровна родилась 10 января 1934 года в Ленинграде в семье молодых художников Александра Алексеевича Ефимова (1905—1964) и Екатерины Матвеевны Ефимовой (1910—1996). В 1947—1953 училась в ленинградской СХШ. В 1953 поступила на отделение живописи ЛИЖСА имени И. Е. Репина, занималась у В. М. Орешникова, А. А. Мыльникова. Окончила институт в 1959 году по мастерской В. М. Орешникова с присвоением звания художника живописи. Дипломная работа — триптих «Северная песня». В этом же году была принята в члены Ленинградского Союза художников.
Участвовала в выставках с 1959 года, экспонируя свои работы вместе с произведениями ведущих мастеров изобразительного искусства Ленинграда. Писала портреты, жанровые картины, пейзажи, натюрморты. Работала в технике масляной и темперной живописи. Персональная выставка в 1979 году в Ленинграде. В 1963—1967 преподавала в ЛВХПУ имени В. И. Мухиной. Среди произведений, созданных О. Ефимовой, картины «Сумерки» (1959), «Андрейка» (1962, ГРМ), «Портрет реставратора С. Ф. Коненкова» (1962), «Испанка. Портрет народной артистки РСФСР Н. Р. Миримановой», «Режиссёр Г. А. Товстоногов на репетиции „Божественной комедии“ И. В. Штока» (обе 1964), «Артисты театра Деммени», «Витязь» (обе 1967), «Мексиканцы». Групповой портрет актёров театра С. Образцова" (1971), "Портрет актрисы Лидии Давыдовой с группой вокалистов ансамбля «Мадригал» (1973), «Беседы с Сократом. Портрет Ю. Толубеева в роли Сократа» (1977), «Поэт» (1980) и другие.
Жена художника Жуков, Владимир Васильевич
Скончалась 30 мая 1994 года в Санкт-Петербурге на 61-м году жизни.
Произведения О. А. Ефимовой находятся в музеях и частных собраниях в России и за рубежом.